# Squilloides
Squilloides is een geslacht van kreeftachtigen uit de klasse van de Malacostraca (hogere kreeftachtigen).

## Soorten
- Squilloides leptosquilla (Brooks, 1886)
- Squilloides tenuispinis (Wood-Mason, 1891)